# 酸化還元電位
酸化還元電位（さんかかんげんでんい、Redox potentialもしくはOxidation-reduction Potential; ORP）とは、ある酸化還元反応系における電子のやり取りの際に発生する電位（正しくは電極電位）のことである。物質の電子の放出しやすさ、あるいは受け取りやすさを定量的に評価する尺度でもある。単位はボルト(V)を用い、電極電位の基準には以下の半反応式で表される酸化還元反応を用いる。
{\displaystyle {\ce {2H^{+}\ +2{\mathit {e}}^{-}<=>H2}}}
つまり水素ガス分圧が1気圧、水素イオンの活量が1のとき（これを標準水素電極と呼ぶ）の電極電位を0 Vと定義する。この半反応を基準とし、任意の酸化還元反応の電極電位が決定される。すなわち、標準水素電極（SHE; standard hydrogen electrodeもしくはNHE; normal hydrogen electrode）を陰極反応、電極電位を求めたい酸化還元反応を陽極反応にそれぞれ使い、電池を組み立てたときの電池の起電力が、求めたい電極電位となる。このとき、電極電位を求めたい酸化還元反応に関与する物質の活量（あるいは分圧）がすべて1の場合の電極電位を特に、標準酸化還元電位（ひょうじゅん-）あるいは標準電極電位と呼んでいる。
なお基準として用いた標準水素電極(SHE)は水素イオンの活量が1すなわち水素イオン指数がゼロ(pH 0)の環境であり生化学ではこうした極限状態の値では参考にならないためにpH 7での電位を求める中間酸化還元電位（ちゅうかん-、中点とも表記することがある）を基準に用いることがあるが、特に断ることなしにこれを単に酸化還元電位と書くことが多い。いずれにせよ、実際の研究では標準水素電極の代わりに、銀−塩化銀電極やカロメル電極など実用的な基準電極を基準にして酸化還元電位を測定することが頻繁に行なわれる。したがって、酸化還元電位を表記する際（特に標準水素電極以外の基準電極を用いた場合）には、その旨を必ず明記せねばならない。

## 用語の定義および記号
酸化還元電位への理解には、以下の3つの用語の定義について認識しておかなくてはならない。
- 酸化還元電位：実測値として求められる電位差
- 標準酸化還元電位：任意の物質が持つ分圧1気圧、濃度1モルあたりの基準電極との電位差
- 中間酸化還元電位：pH7.0（生化学的pH）における標準酸化還元電位

これらの酸化還元電位に対して、それぞれ記号が存在し、それらは以下のように表記される。
- 酸化還元電位：E、Eh
- 標準酸化還元電位：E0
- 中間酸化還元電位：E'0、E0'、Em、Em,7

なお、本記事では一番目に筆記した記号を用いる。

## ネルンストの式
特定の物質と基準電極（標準水素電極あるいは銀-塩化銀電極）との電位差Eは、以下のネルンストの式によって表される。
{\displaystyle E=E_{0}+{\frac {RT}{nF}}\ln {\frac {[{\rm {ox}}]}{[{\rm {red}}]}}}
- - R：気体定数（8.314JK-1mol-1）
  - T：絶対温度
  - n：酸化還元反応にて授受される電子数
  - F：ファラデー定数（6.02×1023電子の電気量は96,500クーロン）
  - [ox]：特定の物質の酸化型活量
  - [red]：特定の物質の還元型活量

この式より、酸化型および還元型が溶質として溶解しており、活量が等しい場合は酸化還元電位は標準酸化還元電位に等しくなる。
この式を用いて標準酸化還元電位(E0)と中間酸化還元電位（E'0）の差を求めることが出来る。pH7.0、温度25℃における差は以下の通りである。
{\displaystyle E'_{0}-E_{0}\fallingdotseq 2.303\times 8.314\times 298\times log_{10}10^{-7}\div 96500=-0.42{\rm {V}}}
すなわち、温度25℃においては中間酸化還元電位は標準酸化還元電位よりも0.42V低い値をとる。

## 酸化還元電位の測定
特定の物質の酸化還元電位は酸化還元系を含む溶液に不活性な金属電極（作用電極という）を入れることにより生じる電位差を基に決定する。しかしながら、金属電極と溶液の間に発生する電位差Eは上記のみの構造では半電池であり測定が不可能である。したがって、あらかじめ酸化還元電位の決まった参照電極を基準に用いて電位差Eを測定するのが一般的な酸化還元電位の測定である。
酸化還元電位測定までの電子のフローチャートを以下に筆記しておく。
1. 溶液中に浸漬された作用電極と酸化還元系の間に酸化還元反応が生じる（電子が奪われるかあるいは与えられる）。
  1. 酸化還元電位が参照電極よりも低い場合、電子が参照電極へ移動する。
  2. 酸化還元電位が参照電極よりも高い場合、電子が参照電極から作用電極へ移動する。
2. この電子の移動時に発生した電位差Eをエレクトロメーターなどで測定する。

また、酸化還元電位はpHや温度によって変動するため、
- 溶液には緩衝液を用いる。
- 恒温槽の中に電極を入れたチャンバーを丸ごと入れる。
- 酸化還元電位に影響を与える気体（酸素など）の侵入を防ぐために窒素などをバブリングしておく。などの電極や溶液の環境を一定にしておく必要がある。参照電極には標準水素電極が用いられるのが望ましいが、中間酸化還元電位などの測定を行う際には銀-塩化銀電極を用いることが多い。

通常、生体分子は作用電極との間に酸化還元反応を示しにくい傾向にあり、一部のものを除けば作用電極との間にメディエーター（電子の仲介を行なう）を仲介させるか、あるいは酸化還元指示薬を用いて比色法で酸化還元電位を測定する場合が多い。酸化還元指示薬としてはメチレンブルー、メチルビオロゲン、インドフェノール、トルイジンブルーなどがある。これらはメディエーターとして使用することも可能である。

## 生体分子の酸化還元電位
呼吸鎖、光合成などで行なわれる電子伝達反応は酸化還元電位の異なる生体分子を電子が移動していくと言うモデルによって理解可能である。原則として、自発的に電子が流れる反応は酸化還元電位がマイナスではなくプラスになる方向に起きる。酸化還元電位がマイナスになるような反応においては外部から何らかのエネルギーの投入があったと考える。
生体分子の酸化還元電位は、電子伝達体の配位しているさまざまな有機物質によって少しずつ異なっている。例えば鉄の例を見ると。
- Fe2+/Fe3+、E'0 = 1.49V

以上のような酸化還元電位を示すが、鉄を配位しているシトクロムは以下のように異なった酸化還元電位を示す。
- シトクロムa (Fe2+/Fe3+)　E'0 = 0.29V
- シトクロムc (Fe2+/Fe3+)　E'0 = 0.25V
- シトクロムb (Fe2+/Fe3+)　E'0 = -0.07V
- フェレドキシン (Fe2+/Fe3+)　E'0 = -0.43V

### 呼吸鎖電子伝達系
呼吸鎖電子伝達系では、解糖系やTCA回路にて生産されたNADHやFADH2等を用いてプロトン濃度勾配の形成を行なうが、その時に流れる電子は以下のように伝達が行われる。
1. NADH/NAD+(E’0 = -0.32V)　→　呼吸鎖複合体I(E’0 = -0.12V)
2. 呼吸鎖複合体I　→　シトクロムb（E'0 = -0.07V）
3. シトクロムb　→　シトクロムc1(E'0 = 0.22V)
4. シトクロムc1　→　シトクロムc(E'0 = 0.25V)
5. シトクロムc　→　シトクロムa(E'0 = 0.29V)
6. シトクロムa　→　酸素(E'0 = 0.82V)

このそれぞれの反応の酸化還元電位差(⊿E'0)および生成自由エネルギー(⊿G0')は以下の通りである。
1. ⊿E'0 = 0.2V、⊿G0'= -39kJ/mol
2. ⊿E'0 = 0.05V
3. ⊿E'0 = 0.29V　⊿G0' = -55.9kJ/mol
4. ⊿E'0 = 0.03V
5. ⊿E'0 = 0.04V
6. ⊿E'0 = 0.53V　⊿G0' = -101.7kJ/mol

1、3、6の反応にて発生する生成自由エネルギーがプロトン濃度勾配形成に関与する。 
なお、上記の反応がNADHの酸化還元反応だが、呼吸鎖複合体IIの関与するコハク酸呼吸の場合、FAD/FADH2の酸化還元電位はE'0 = -0.219Vのため、複合体Iの関与する経路からは電子伝達は行われない。これは複合体IのNADH脱水素部位であるフラビン(FMN)が同じ酸化還元電位を有するからである。しかしながら以下の経路にて電子伝達が行われている。
1. FAD/FADH2(E’0 = -0.219V)　→　ユビキノン/ユビキノール(E’0 = 0.10V)
2. ユビキノール　→　シトクロムc1(E'0 = 0.22V)

シトクロムc1以降の経路は上記の呼吸鎖電子伝達系と同じ。したがって、FADH2由来の電子伝達はNADHに比べて効率が悪く、一分子あたりのプロトン輸送数がNADHよりも少ない。
なお、上記の呼吸鎖電子伝達系は主なものをピックアップしたのみであり、実際は呼吸鎖複合体のタンパク内に配位されている鉄・硫黄クラスター、シトクロム、キノンサイクル機構、銅原子などを経て酸素に伝達される複雑な経路である。しかしながらその伝達経路は必ず酸化還元電位の低い分子から高い分子に伝達されると言う大原則に基づいている。

### 光化学反応
光化学反応は光合成の中でも明反応といわれる光エネルギーの関与する反応である。この反応も呼吸鎖と同様、酸化還元反応が連鎖的に起こる反応であるが、水の光分解というユニークな反応を含んでいる。光化学反応については光照射による電子の励起により酸化還元電位が下がる（外部からのエネルギーの投入）と言う興味深い現象が見られる。
光化学系II　複合体における反応

光化学系II　においては水の光分解の反応が見られる。これは光励起により活性中心P680において電子がフェオフィチンに移動するのに伴い、水分解の活性中心であるマンガンから電子が引き抜かれ、4価のマンガンとなって水から電子を引き抜くと言う反応が見られるがゆえである。つまり、P680における酸化還元電位は水のものよりもはるかに高い。
1. P680(E’0 = 1.2V)　→　フェオフィチン(E’0 = -0.4V)
2. チロシン残基(E’0 = 1.1V)　→　P680
3. 2価マンガン(E'0 = 0.85V)　→　チロシン残基
4. H2O(E’0 = 0.82V)　→　4価マンガン

光照射によって以上の反応が起きる。電子伝達経路としては上記の順番は逆だが、光照射による励起が関与するために上記の順番で反応は起こる（とはいえ、電子伝達はナノ秒程度の一瞬だが）。酸化還元電位差は以下の通りである。
1. ⊿E’0 = -1.6V　←負の電位差、光エネルギーの投入
2. ⊿E’0 = 0.1V
3. ⊿E’0 = 0.25V
4. ⊿E’0 = 0.03V

フェオフィチン以降はプラストキノンを経てシトクロムb6/f複合体に伝達される。
光合成系II　の構造やその酸化還元活性分子の配置に大きな相同性を持つといわれている紅色光合成細菌の光合成反応中心にはマンガンが存在せず、水の分解は行われない。
光化学系I複合体における反応

光化学系Iにおいてはシトクロムb6/f複合体でプロトン濃度勾配形成に関与した電子をプラストシアニンを経て光励起する。その後フェレドキシンに伝達され、カルビン - ベンソン回路に関与するNADPHの生産が行なわれる。
1. プラストシアニン(E’0 = 0.39V)　→　P700(E’0 = 0.4V)
2. P700　→　初発電子受容体A0(E’0 = -1.2V)
3. 初発電子受容体A0　→　フェレドキシン(E’0 = -0.43V)
4. フェレドキシン　→　NADP+/NADPH(E’0 = -0.32V)

光照射により再び酸化還元電位が下げられ、プロトン濃度勾配に寄与した電子を今度はNADPHの合成に当てる。また以上の反応は非循環的な電子伝達だが、循環的伝達経路ではフェレドキシンからプラストキノン(E’0 = 0.10V)を経て再びシトクロムb6/f複合体に伝達され、光照射によるプロトン濃度勾配形成(ATP生産)に当てられる経路も存在する。酸化還元電位差は以下の通りである。
1. ⊿E’0 = 0.01V
2. ⊿E’0 = -1.6V　←負の電位差、光エネルギーの投入
3. ⊿E’0 = 0.77V
4. ⊿E’0 = 0.11V

## 微生物の培養と酸化還元電位
多様な生育を示す微生物の中には、培地の酸化還元電位が生育に影響を示す場合が多い。一般的に、
- 培地の酸化還元電位が低い：嫌気度が高い
- 培地の酸化還元電位が高い：好気的である

と言える。したがって低い酸化還元電位を好む微生物は嫌気呼吸を行なうといえる。中でも高い嫌気度を要求する微生物として有名なものがメタン菌であり、培地の酸化還元電位(⊿E'0)は-0.33V以下で無ければならない。他にも一般的な硝化細菌、脱窒菌、硫酸還元菌などは得てして低い酸化還元電位を要求する。
培地の酸化還元電位を下げるにはいくつかの方法があるが、中には酸化還元電位が低すぎると他の細菌との競合に負けたり1%以下の微妙な酸素を要求するケースもあるので、要求する嫌気度によって方法を組み合わせたりする。
1. バブリングを行なわずに窒素あるいは水素の加圧を行なう。
2. 窒素をバブリングする。
3. 水素をバブリングする。
4. 上記の気体をバブリングした後に気体を加圧する。
5. システインあるいは硫化ナトリウムを加える。

下へ行くほど高い嫌気度が期待できる。場合によってはこの全ての方法を組み合わせることもある。空気が入らないように培地の栓には密閉度の高いブチルゴムなどを使用する。気体の加圧の大きさやバブリングの時間によっても嫌気度は変わってくる。
なお、上記の方法を試せばどこまで酸化還元電位を下げることが出来るかという点については個々の実験者の手腕や実験室の環境に依存すると思われる。したがって、培地の中に酸化還元指示薬（レサズリンがよく使用される）を入れ期待した嫌気度が達成できたかどうか確認する。

## 摂取
食品の酸化還元電位
| 食品名                               | ORP(mV) |
| ------------------------------------ | ------- |
| アスパラガス (生)                    | -93     |
| アスパラガス (茹で3分)               | -142    |
| かぼちゃ (西洋、茹で5分)             | -53     |
| キャベツ (生)                        | -58     |
| キャベツ (レンジ1分)                 | -86     |
| だいこん (皮むき、生)                | -31     |
| だいこん (皮むき、茹で3分)           | -65     |
| たまねぎ (生)                        | -35     |
| たまねぎ (レンジ1分)                 | -41     |
| トマト (生)                          | 57      |
| アボカド (生、完熟)                  | -155    |
| バナナ (生、完熟)                    | 146     |
| りんご (生、皮付き)                  | 365     |
| りんご (生、皮付き、レンジ1分)       | 175     |
| いちご(生)                           | -46     |
| 温州みかん (じょうのう、早生、生)    | -21     |
| かき(甘柿、皮なし、生)               | 39      |
| かき(甘柿、皮付き、生)               | 26      |
| 水道水                               | 393-683 |
| オレンジジュース (市販)              | 35      |
| トマトジュース (市販)                | -15     |
| トマトジュース (濃縮還元、市販)      | 116     |
| リンゴジュース(濃縮還元、市販、透明) | 403     |